# Franciszek Łuszczki
Franciszek Józef Łuszczki (ur. 20 listopada 1886 w Sokołowie Małopolskim, zm. 4 maja 1955 w Lubeni) – polski ksiądz katolicki, kanonik, starszy kapelan (major) Wojska Polskiego, kapelan: 2, 4 i 5 pułku piechoty II Brygady Legionów Polskich, proboszcz Grupy Operacyjnej „Bug”, proboszcz 2 Dywizji Piechoty Legionów Polskich, proboszcz parafii w Wolance, proboszcz parafii w Lubeni, kapelan Armii Krajowej (Placówki „Czereśnia”), nauczyciel, lekarz-zielarz i społecznik.

## Dzieciństwo i młodość
Był synem Jana i Franciszki z domu Łuszczki. Pochodził z rodziny mieszczańskiej. Początkowo pobierał naukę Szkole Ludowej w Sokołowie Młp. W latach 1900–1908 uczęszczał do rzeszowskiego gimnazjum. W Przemyślu kontynuował naukę w Wyższym Seminarium Duchownym, gdzie 29 czerwca 1912 r. przyjął święcenia z rąk biskupa przemyskiego ks. Józefa Sebastiana Pelczara. Początkowo pracował jako wikary i katecheta w Krasiczynie. W 1913 r. wyjechał na Morawy, gdzie od 1 sierpnia pracował jako katecheta w Towarzystwie Szkoły Ludowej na Śląsku i Morawach. Zorganizował drużyny Sokoła w Ostrawie i Gruszewie (Gruszowie). 

## Służba w Legionach Polskich i Wojsku Polskim

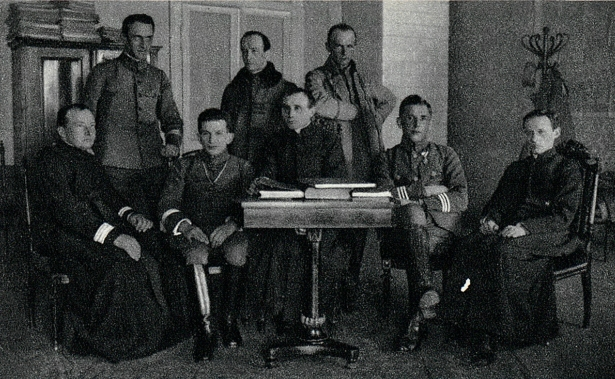
Zjazd kapelanów Legionów Polskich (Warszawa 1917 r.). Siedzą: ks. Kazimierz Nowina-Konopka, ks. Henryk Ciepichałł, superior polowy Legionów Polskich ks. Józef Panaś, ks. Władysław Antosz, ks. Stanisław Żytkiewicz. Stoją: ks. Franciszek Łuszczki, ks. Zygmunt Wiszniewski, ks. Bronisław Gilewicz.

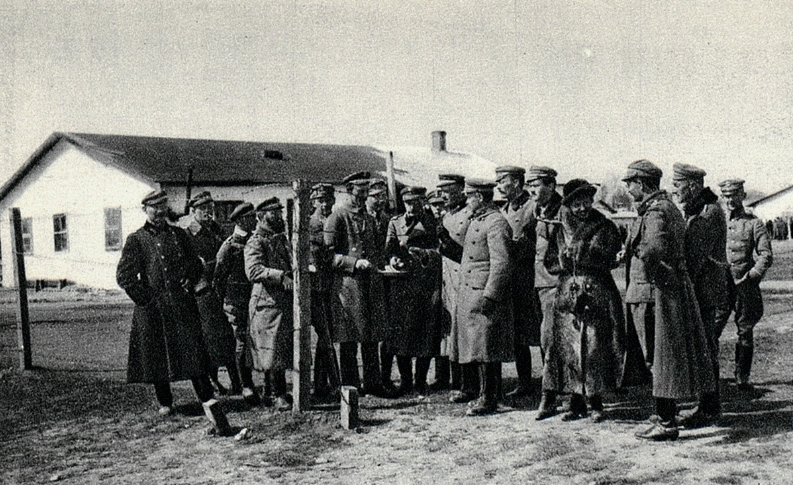
Wielkanoc w obozie internowania w Bustyahaza, 1918 r.

W dniu 2 czerwca 1916 r. wstąpił do Legionów, otrzymując funkcję kapelana dywizyjnego zakładu sanitarnego. W dniu 14 lipca mianowany został urzędnikiem wojskowym IX klasy (kapitanem). Od 12 stycznia do 6 lutego 1917 r. sprawował funkcję kapelana 5 pułku piechoty. Po kryzysie przysięgowym służył w Polskim Korpusie Posiłkowym. W październiku 1917 r. został kapelanem 2 pułku piechoty. W czasie przejścia II Brygady przez front pod Rarańczą (15/16 lutego 1918 r.) dostał się do niewoli austriackiej. Był internowany w Bustyhaza i Huszt. 1 listopada 1918 r. wstąpił do Wojska Polskiego. Początkowo był kapelanem 4 pułku piechoty Legionów. Następnie służył w Armii „Wschód”, a od 1 lutego do 31 sierpnia 1919 r. – w Grupie Operacyjnej „Bug”. 25 listopada 1919 r. objął stanowisko proboszcza w 2 Dywizji Piechoty Legionów. Zajmował je do 1 maja 1921 r. Następnie został przeniesiony do rezerwy. Zweryfikowany jako starszy kapelan (major) rez. z 1 czerwca 1919 r.

## Posługa kapłańska po zakończeniu I wojny światowej

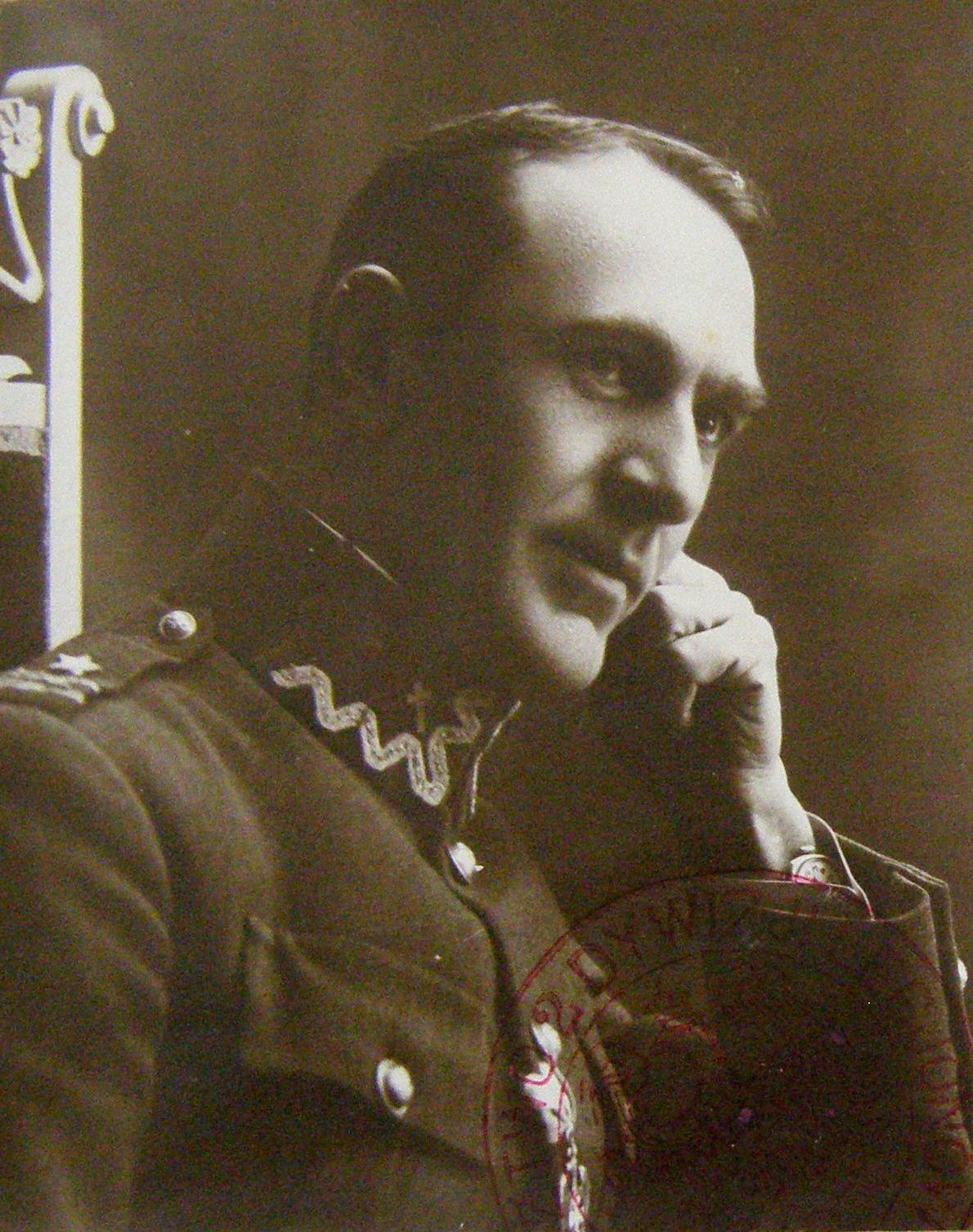
W mundurze majora Wojska Polskiego.

Po wojnie polsko-bolszewickiej odszedł z wojska. Pracował jako wikary i ekspozyt w parafiach: Wolanka i od 1922 w Laszkach Murowanych. W 1927 r. zdał egzamin konkursowy na proboszcza. W latach 1928–1932 pracował jako proboszcz w Wolance. Na początku 1932 r. został administratorem, a 27 stycznia 1932 proboszczem parafii w Lubeni. Należy do najwybitniejszych proboszczów w całej historii tej parafii. Dbał o wszystkich mieszkańców, a zwłaszcza tych biednych. Jego ofiarność i udzielana pomoc materialna i duchowa, zjednały mu uznanie i wdzięczność parafian. Szeroko i powszechnie znane były jego umiejętności medyczne (leczył ludzi ziołami), dzięki którym wielu mieszkańców wsi odzyskało zdrowie, a niektórzy nawet życie. Współpracował także z miejscowym nauczycielstwem, organizował dzieciom wycieczki do pobliskich lasów i do miasta. Uchodził w oczach miejscowej ludności za wzór kapłana i człowieka, oddanego religii i Bogu.

## Działalność w okresie II wojny światowej

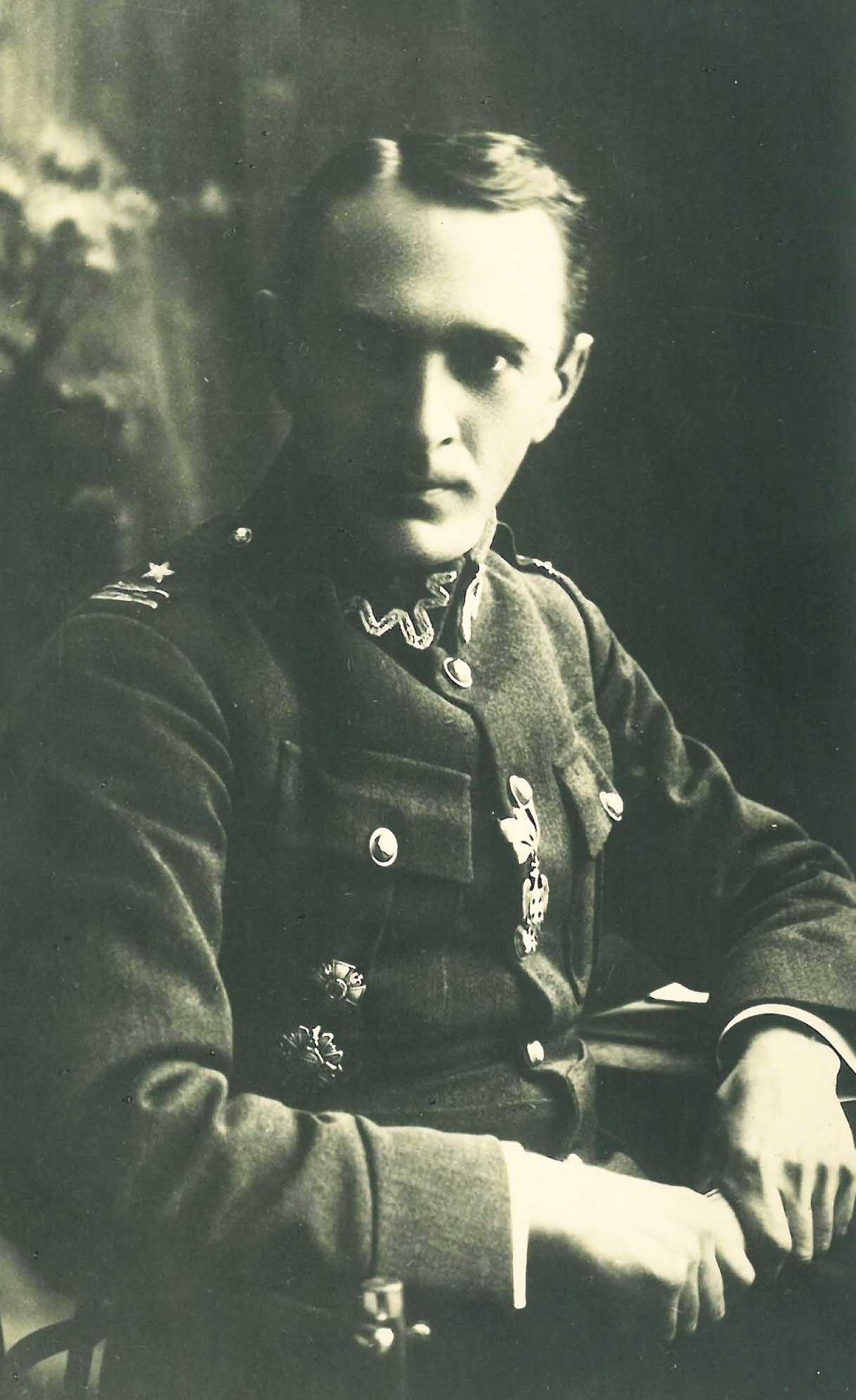
Ks. mjr Franciszek Łuszczki podczas służby wojskowej jako proboszcz 2 DP Legionów.

Podczas okupacji niemieckiej służył jako kapelan w Armii Krajowej. Był głównym wykładowcą i egzaminatorem na kursach kapelańskich organizowanych w klasztorze Dominikanów w Borku Starym i w parafii lubeńskiej. Organizował pomoc transportową przy przewożeniu broni, udzielał schronienia, zaopatrywał w odzież i wyżywienie ukrywających się partyzantów, był czynny w tajnym nauczaniu. Podczas II wojny światowej w dniu 21 czerwca 1943 r. doszło do pacyfikacji Lubeni. W tym dniu hitlerowskie oddziały SS i żandarmerii niemieckiej otoczyły wieś i siłą spędziły na plac przykościelny wszystkich jej mieszkańców. Rozdzielono kobiety i mężczyzn, starców i młodzież. Wszędzie było słychać szloch i płacz. Rozpacz mieszała się z bezsilnością, strachem i lękiem o siebie, o rodzinę, sąsiadów i znajomych. Tu i ówdzie odmawiano modlitwy i litanie przerywane chrapliwym wrzaskiem niemieckich żołdaków. Po wylegitymowaniu wszystkich odstawiono na bok małżeństwo Katarzyny i Jana Wilczyńskich z Warszawy i czterech innych mieszkańców parafii. Zginęli wszyscy. Cudem udało się uratować ich dziecko. Od większych ofiar uchronił wieś ks. Franciszek Łuszczki, który znając dobrze język niemiecki uprosił oprawców, by odstąpili od tzw. dziesiątkowania, czyli przeznaczenia co dziesiątej osoby do rozstrzelania. Zapewnił Niemców, że w Lubeni nie ma partyzantów i zorganizowanego ruchu oporu. Hitlerowcy uwierzyli mu i odstąpili od zbiorowego mordu. W miejscu kaźni znajduje się obecnie tablica i pomnik, upamiętniające to najtragiczniejsze we współczesnych dziejach wsi wydarzenie.

## Praca duszpasterska po zakończeniu II wojny światowej
Ks. Franciszek Łuszczki pełnił swoją kapłańską posługę jako proboszcz w Lubeni aż do śmierci w 1955 r. Jego uroczysty i manifestacyjny pogrzeb na który przybyły tłumy parafian, był wyrazem ich wielkiej wdzięczności za jego trud i poświęcenie. Spoczywa na lubeńskim cmentarzu.

## Patron Szkoły Podstawowej w Lubeni

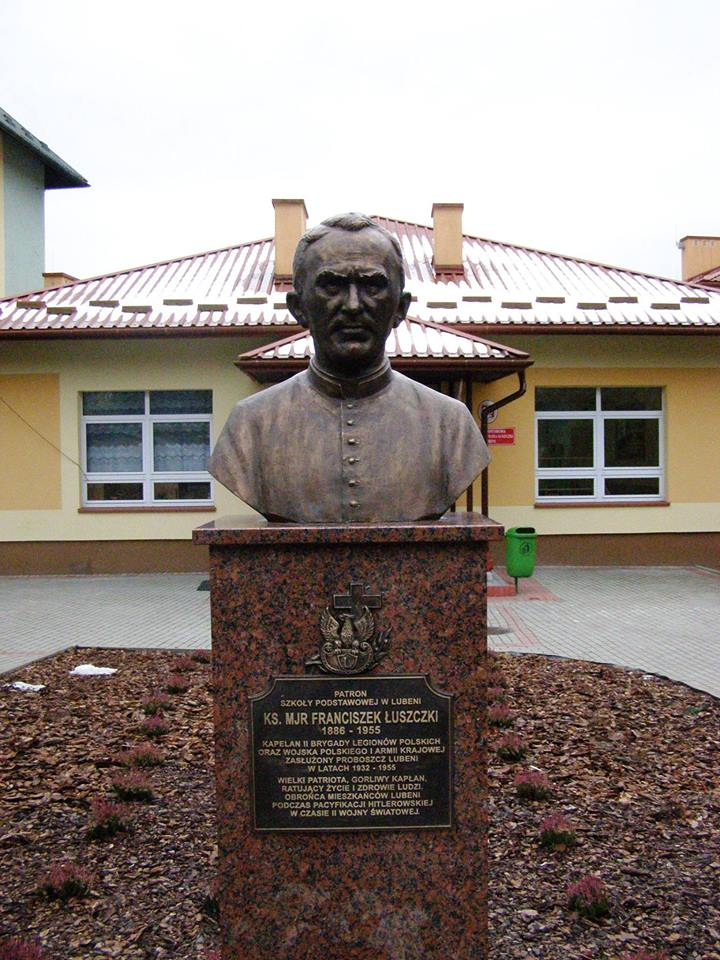
Popiersie ks. mjr Franciszka Łuszczki przed budynkiem Szkoły Podstawowej w Lubeni (2016 r.).

Postać ks. Franciszka Łuszczki została upamiętniona poprzez nadanie jego imienia Szkole Podstawowej w Lubeni. W dniu 25 kwietnia 2016 r. Rada Gminy Lubenia podjęła uchwałę o nadaniu Szkole Podstawowej w Lubeni im. ks. mjr. Franciszka Łuszczki. Oficjalna uroczystość nadania imienia odbyła się w dniu 17 listopada 2016. W tym samym dniu odsłonięto popiersie patrona przed budynkiem szkoły autorstwa znanego rzeźbiarza Władysława Dudka. Ksiądz mjr Franciszek Łuszczki został odznaczony przez prezydenta Rzeczypospolitej Polskiej Andrzeja Dudę pośmiertnie Krzyżem Kawalerskim Orderu Odrodzenia Polski w uznaniu za wybitne zasługi w obronie suwerenności i niepodległości Państwa Polskiego.
Wiersz Pana Jerzego Materny z Lubeni o księdzu Franciszku napisany z okazji nadania imienia szkole:
„Życiorys Patrona Szkoły”
W Sokołowie Małopolskim przyszło dziecię na świat
Nikt z rodziny nie przypuszczał jaki będzie to chwat
Jak dużo uczyni on w życiu dobra wszelkiego
Że będzie miał dary dane od Boga samego
Po ludowej szkole w mieście Sokołowie
Pobierał naukę w gimnazjum w Rzeszowie
A później w Przemyślu kilka lat studiował
I sługą ołtarza być się ofiarował
Gdy na świecie pierwsza wojna rozgorzała
Wstąpił do Legionów z funkcją kapelana
Swą posługę pełnił w szpitalu polowym
Dostał Krzyż Walecznych księdzem był bojowym
Później w Wojsku Polskim służył za ułana
Owieczki w mundurach prowadził do Pana
Skończył w wojsku służbę wyszedł do cywila
Wezwał go Ksiądz Biskup i nadeszła chwila
Że objął w Lubeńskiej parafii probostwo
I z nową owczarnią pracować jął mocno
Bywało że po Mszy rozmodloną mamę
Wygnał – mówiąc idź do domu i ugotuj strawę
W tej swojej Lubeni orał i siał zboże
A w duszach parafian siał Królestwo Boże
Szli do niego chorzy szły matki z dzieciami
On wszystkim pomagał i leczył ziołami
A gdy druga wojna Ojczyznę zalała
Znowu objął w AK funkcję kapelana
W czas pacyfikacji błagał SS mana
I wieś uratował od dziesiątkowania
Po wojnie go jakaś choroba nękała
A dziesięć lat po niej wciąż się nasilała
Aż w końcu przestało bić serce kapłana
Odszedł Ksiądz Franciszek pracować do Pana
Raduje się bardzo dziś cała Lubenia
Że nie będzie szkoła nasza bez imienia
Lecz będzie mieć imię Patrona Dobrego
Bo Księdza Majora Franciszka Łuszczkiego.

## Ordery i odznaczenia
- Krzyż Kawalerski Orderu Odrodzenia Polski – pośmiertnie (2016 r.)
- Krzyż Walecznych (1920 r.)
- Krzyż Zasługi (brązowy)
- Medal Niepodległości (1938 r.)
- Medal Dziesięciolecia Odzyskanej Niepodległości (1928 r.)
- Medal za długoletnią służbę
- Odznaka Honorowa „Orlęta” (1919 r.)
- Odznaka Komendy Legionów Polskich
- Odznaka pamiątkowa Frontu Litewsko-Białoruskiego (1920 r.)

## Rodzina
Pochodził z rodziny, która wydała kilku kapłanów: ks. Jana Łuszczki (1860–1917) – proboszcza parafii w Ropie w latach 1889–1917, o. dr. Łucjana Łuszczki (1910–1991) kapelana II Korpusu Polskiego gen. Władysława Andersa i rektora Polskiej Misji Katolickiej w Argentynie w latach 1962–1972. Dziadek ks. Franciszka ze strony matki Józef Łuszczki (1838–1928) był burmistrzem Sokołowa Młp. i stał na czele komitetu obywatelskiego mieszczan sokołowskich, który rozpoczął budowę kościoła pw. „Świętego Ducha” w tym mieście. Z rodziny tej wywodzi się również Stanisław Ożóg, burmistrz Sokołowa Młp. w latach 1992–1998, poseł do Sejmu Rzeczypospolitej Polskiej w latach 2005–2011, poseł do Parlamentu Europejskiego w latach 2014–2019, Senator RP w latach 2019-2023, oraz Karol Ożóg, wicemarszałek województwa podkarpackiego. Ks. Franciszek miał liczne rodzeństwo: siostry: Karolinę i Zofię i jedynego brata Władysława Łuszczki (1900–1991), inżyniera leśnika.

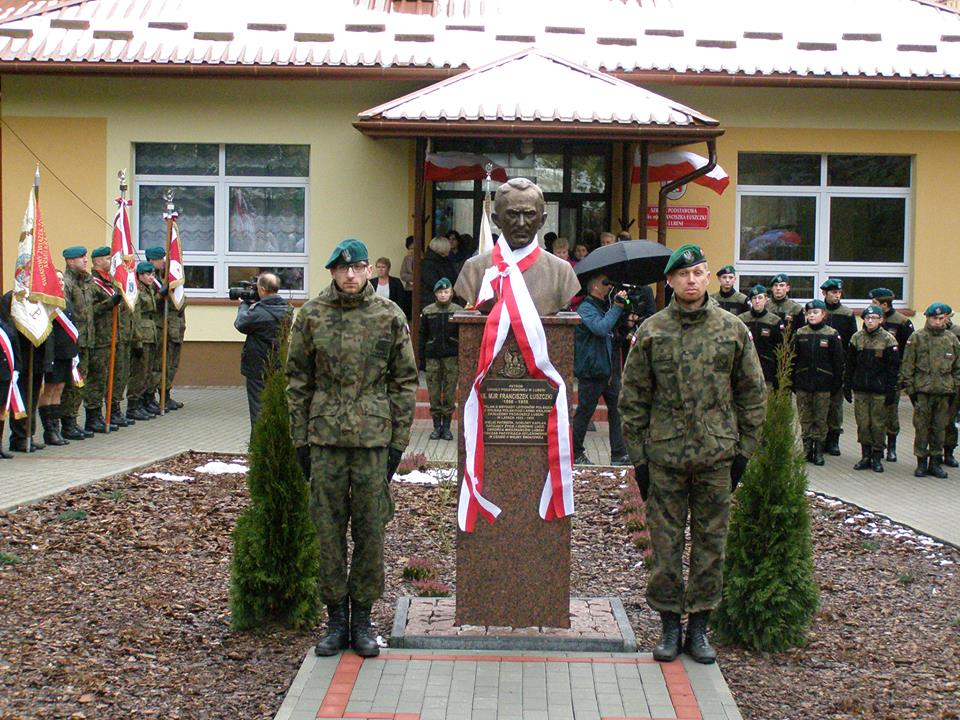
Uroczystość nadania im. ks. mjr. Franciszka Łuszczki Szkole podstawowej w Lubeni (17.11.2016 r.).